# 단 (성경 인물)

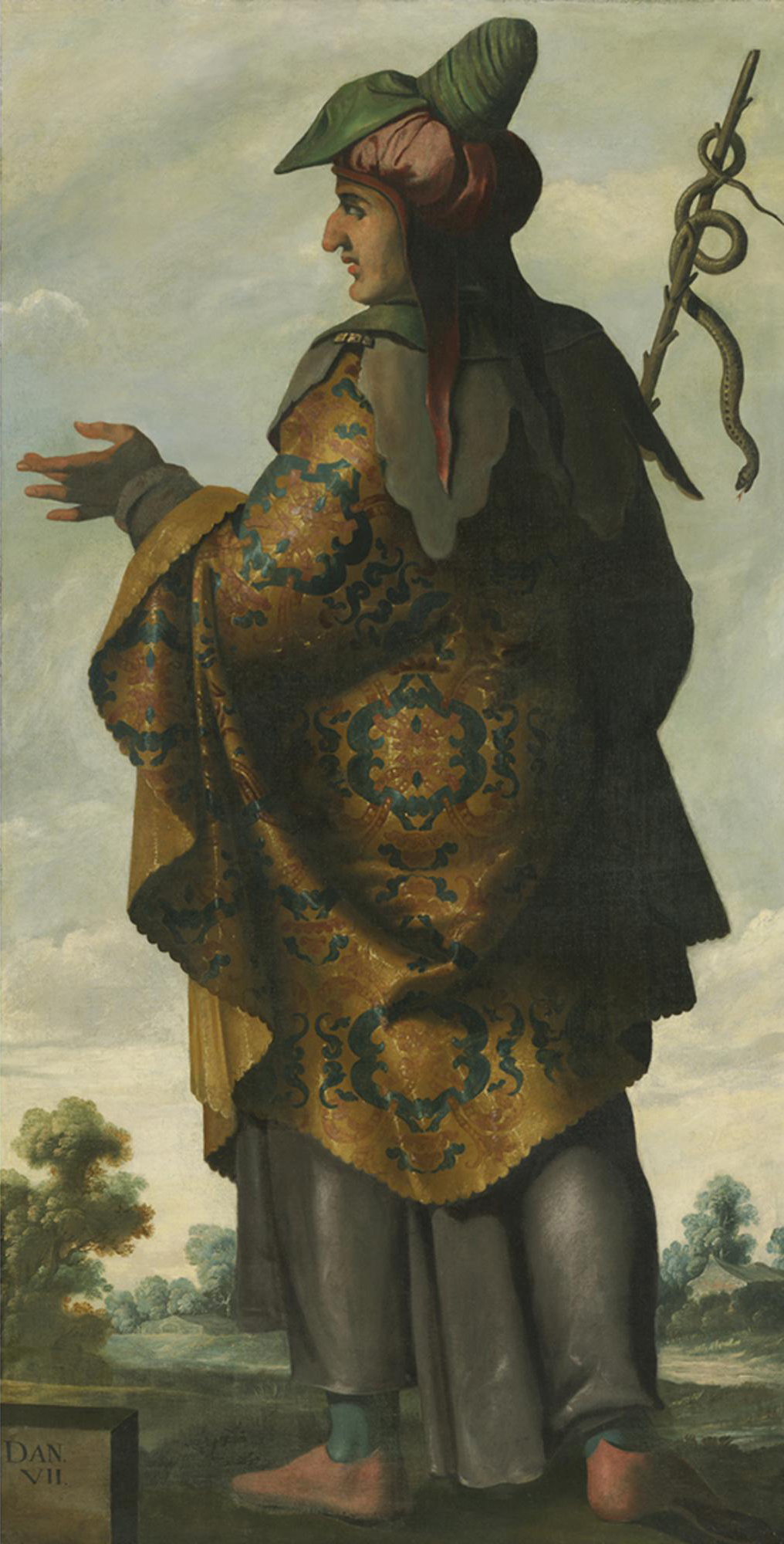

단(Dan, 히브리어: דָּן, Dān, "심판" 또는 "그가 심판하다")은 창세기에 따르면 야곱과 빌하(야곱의 다섯째 아들)의 두 아들 중 첫 번째 아들이었다. 그의 어머니 빌하는 야곱의 첩 중 한 사람이 된 라헬의 여종이었다(창세기 35:22). 성서 기록에서 그는 이스라엘의 단 지파의 창시자이다. 창46:23에 따르면 그는 후심을 낳았다. 삼손은 단의 후손이었다.

## 이름
토라의 본문은 단의 이름이 "그가 나를 심판했다"를 의미하는 다나니(dananni)에서 파생되었다고 설명한다. 이는 그녀가 하나님의 심판의 결과로 아이를 얻었다는 라헬의 믿음과 관련이 있다.

## 성경 참조
사사기에 따르면 미가의 우상에 대한 기록에는 단 지파가 숭배에 에봇과 드라빔을 사용했다고 기술되어 있고 삼손(단 지파의 일원)은 전통적인 랍비 작가인 한 나실인은 단이 흑양이라고 결론지었다. 예레미야서에서 가나안 북쪽은 어둠과 악과 연관되어 있으므로 랍비들은 단을 사악함의 원형으로 취급했다.
족장들의 외경 유언에서 단은 요셉을 미워했고, 요셉의 옷자락에 염소 새끼의 피를 더함으로써 야곱을 속이려는 생각을 발명한 사람으로 묘사된다. 외경 아스낫의 기도에서 단은 요셉과 아스넷에 대항하여 이집트 왕세자와 함께 음모를 꾸미는 것으로 묘사된다. 야곱의 축복에서 단은 뱀으로 묘사되는데, 이는 예를 들어 외경 단의 성서에서 단과 벨리알을 연결하는 것으로 해석된 것으로 보인다.
이레나에우스와 히폴리토스와 같은 초기 기독교 저술가들은 심지어 적그리스도가 단 지파에서 나올 것이라고 믿었다.
사도 요한은 인 맞은 144,000명의 이스라엘 백성과 관련하여 이스라엘 자손의 열두 지파를 언급할 때 단 지파를 생략한다. 단 대신에 요셉 지파가 두 번 등장한다(또한 므낫세로 표현됨).